# Franck Mériguet
Franck Mériguet, né le 21 mars 1974 à Pézenas (Hérault), est un joueur et entraîneur français de basket-ball. En tant que joueur, il évolue au poste d'arrière ou d'ailier.

## Biographie
Tireur pur, excellent derrière la ligne à trois points, c'est dans les catégories de jeunes qu'il obtient les meilleurs résultats en équipe de France.
C'est ainsi qu'il joue pour toutes les sélections de jeunes, avec en point d'orgue la médaille d'or lors du championnat d'Europe junior 1992 à Budapest, puis la médaille d'argent lors du mondial des moins de 22 ans en 1993 à Valladolid.
En club, il joue dans les meilleurs clubs français et remporte le titre de champion de France avec Paris en 1997, titre qu'il avait perdu en finale en 1992 avec Limoges.
Il poursuit sa carrière à travers les fonctions d'entraîneur, en France au sein des clubs de Frontignan La Peyrade Basket (Nationale 2) et du Basket Club Longwy Rehon (Nationale 1), puis au Grand-Duché de Luxembourg au sein de la formation du Basket Esch (Diekirch Ligue).
Il est nommé, en décembre 2013, sélectionneur de l'Équipe du Luxembourg de basket-ball, et occupe ce poste durant 2 ans avant de démissionner.

## Club

### Joueur
- 1990-1991 :  INSEP (Nationale 3)
- 1991-1992 :  CSP Limoges (N 1 A)
- 1992-1993 :  CRO Lyon (N A 1)
- 1993-1994 :  Jet Lyon (Pro A)
- 1994-1997 :  PSG Racing (Pro A)
- 1997-1999 :  Olympique d'Antibes (Pro A)
- 1999-2002 :  Le Mans SB (Pro A)
- 2002-2003 :  SLUC Nancy (Pro A)
- 2003-2004 :  CSP Limoges (Pro A)

### Entraîneur
- 2006-2007 :  Frontignan-La Peyrade Basket (Nationale 2)
- 2007-2009 :  BC Longwy-Rehon (Nationale 1)
- 2009-2017 :  Basket Esch (Diekirch Ligue)
- 2013-2015 :  Équipe du Luxembourg de basket-ball
- 2017-2018 :  AB Contern (Diekirch Ligue)
- 2019-2021 :  Basket Esch - Formation Jeunes
- 2021-........ :  Basket Esch (Diekirch Ligue)

## Équipe de France
Sélections
- France cadet: 6 sélections
- France junior: 50 sélections
- France espoir: 37 sélections
- France A: 13 sélections

France jeune
- 1990: Participe à l'Euro junior avec la France, à Gröningen
- 1990: Participe à la Coupe Méditerranéenne cadets avec la France
- 1992: Participe à l'Euro junior avec la France, à Budapest
- 1993: Participe au Mondial Espoir avec la France, à Valladolid
- 1994: Participe à l'Euro Espoir avec la France, à Ljubljana
- 1996: Participe à l'Euro Espoir avec la France

France A
- Première sélection le 4 juin 1997 contre la Pologne à Bordeaux
- Dernière sélection le 26 février 2000 contre l’Italie à Reggio d'Émilie (Italie)
- 37 points en équipe de France sénior, avec un record à 11 points

## Équipe du Luxembourg
Sélectionneur
2013-2015 :  Équipe du Luxembourg de basket-ball
- 2015 : Jeux des Petits Etats d'Europe: Islande 2015
- 2014 : Participation aux qualifications pour l'Eurobasket 2015

## Palmarès

### Joueur - Club
- 1992 : Finaliste du championnat de France avec CSP Limoges
- 1997 : Champion de France avec PSG Racing

### Joueur - Sélection nationale
- 1992 : Champion d’Europe Juniors avec la France, à Budapest
- 1993 : Vice-champion du Monde Espoirs avec la France, à Valladolid

### Entraîneur
- 2010 : Champion de Luxembourg Nationale 2 avec Basket Esch
- 2012 : Champion de Luxembourg Espoirs avec Basket Esch
- 2014 : Champion de Luxembourg Nationale 2 et finaliste de la Coupe nationale avec Basket Esch
- 2021 : Supercoupe de Diekirch Ligue avec Basket Esch
- 2022 : Coupe du Luxembourg (Loterie Nationale) avec Basket Esch
- 2023 : Champion de LBBL (Luxembourg basketball League) avec Basket Esch
- 2025 : Coupe du Luxembourg (Loterie Nationale) avec Basket Esch

### Sélectionneur
- 2015 : Médaille de bronze avec l'équipe du Luxembourg de basket-ball aux Jeux des Petits États d'Europe : Islande 2015